# Dai Rees
David James "Dai" Rees, född 31 mars 1913 i Glamorgan, Wales, död 10 september 1983 i London, England, var en walesisk golfspelare, en av de mest framträdande i Storbritannien både före och efter andra världskriget.
Under sin långa karriär vann Rees många turneringar, den första 1935, PGA Assistants' Championship, och den sista 1963, Swiss Open. De flesta av hans vinster var i tävlingar i Storbritannien och resten av Europa, men även i exempelvis Sydafrika. Rees vann aldrig någon Major, men kom tvåa i The Open Championship vid tre olika tillfällen.
Trots alla vinster har Rees kanske främst blivit ihågkommen som spelare och lagkapten för det brittiska Ryder Cup-laget i matcherna mot USA. Tävlingen dominerades stort av USA under ett halvsekel mellan åren 1935 och 1985, under denna period kom Storbritanniens enda seger 1957, då Rees var kapten för laget. Sammanlagt deltog Rees i nio Ryder Cup-matcher som spelare, mellan 1937 och 1961. Vid fyra av dessa tillfällen var han kapten för laget. Han var även icke-spelande kapten 1967.
Efter segern 1957 blev Rees utsedd till BBC Sports Personality of the Year.
Rees var professionell vid South Herts Golf Club i 37 år. Klubben, som ligger nära London, bildades 1899 och hade bara två professionella spelare under 84 år. Rees tog över efter sjufaldige majorsegraren Harry Vardon, som höll positionen från 1899 fram till sin död 1937.
Rees dog 1983 i sviterna av en bilolycka.

## Titlar
Ett urval av Dai Rees' segrar:
- British Masters - 1950, 1962
- British PGA Championship - 1959
- News of the World Match Play - 1936, 1938, 1949, 1950
- Irish Open - 1948
- Swiss Open - 1956, 1959, 1963
- South African PGA Championship - 1958